# Acheliderma lemniscatum
Acheliderma lemniscatum är en svampdjursart som beskrevs av Topsent 1892. Acheliderma lemniscatum ingår i släktet Acheliderma och familjen Acarnidae. Inga underarter finns listade i Catalogue of Life.